# Гаричи
Гаричи или Войбокала — река в России, протекает по территории Кировского района Ленинградской области. Устье реки находится в 8 км по правому берегу реки Сарьи (бассейн Лавы и Ладожского озера). Длина реки — 15 км, площадь водосборного бассейна — 31,3 км².

## География
Река начинается в болоте южнее станции Новый Быт. Течёт сначала на запад, за деревней Войбокало, расположенной на левом берегу, пересекает железнодорожную линию Мга — Волховстрой, сразу за мостом принимает безымянный левый приток и поворачивает на север. На левом берегу расположены деревни Пейчала и Горка. Севернее Горки река поворачивает на запад и впадает в Сарью в километре южнее моста через автодорогу Кола и деревни Дусьево.

## Данные водного реестра
По данным государственного водного реестра России относится к Балтийскому бассейновому округу, водохозяйственный участок реки — Водные объекты бассейна оз. Ладожское без рр. Волхов, Свирь и Сясь, речной подбассейн реки — Нева и реки бассейна Ладожского озера (без подбассейна Свирь и Волхов, российская часть бассейнов). Относится к речному бассейну реки Нева (включая бассейны рек Онежского и Ладожского озера).
Код объекта в государственном водном реестре — 01040300212102000025232.